# Oberweningen
Oberweningen este un oraș în Elveția.